# Quepe
Le Quepe est une rivière du Chili, qui draine la région d'Araucanie. Elle prend sa source au lac Quepe, non loin du volcan Llaima. Au terme d'un cours de 112 km, elle se déverse dans la Cautín, à proximité du village d'Almagro, à seulement quelques kilomètres de sa confluence avec le Chol Chol, qui prend alors le nom de fleuve Imperial.